# Pâte de haricots
La pâte de haricots (chinois : 豆沙 ; pinyin : dòushā ; japonais : 餡 an) est un ingrédient culinaire utilisé dans plusieurs cuisines d'Asie. En Chine, en Corée et au Japon, elle est principalement utilisée en tant que farce pour des desserts sucrés et la pâtisserie. Plusieurs types de haricots sont utilisés.

## Préparation
Les haricots sont bouillis sans sucre, réduits en purée et détendus avec un peu d'eau. On passe ce mélange à travers une passoire pour retirer les cosses. Le résultat est ensuite filtré et égoutté en utilisant un coton à fromage, et sucré. On ajoute généralement de la matière grasse, soit de l'huile végétale, soit du saindoux, à la pâte relativement sèche pour améliorer sa texture en bouche.
La pâte grasse est principalement utilisée comme fourrage pour la pâtisserie chinoise tandis que la pâte brute et sèche est utilisée pour préparer des tong sui. Quant aux pâtisseries japonaises, elles utilisent principalement la pâte brute.

## Types

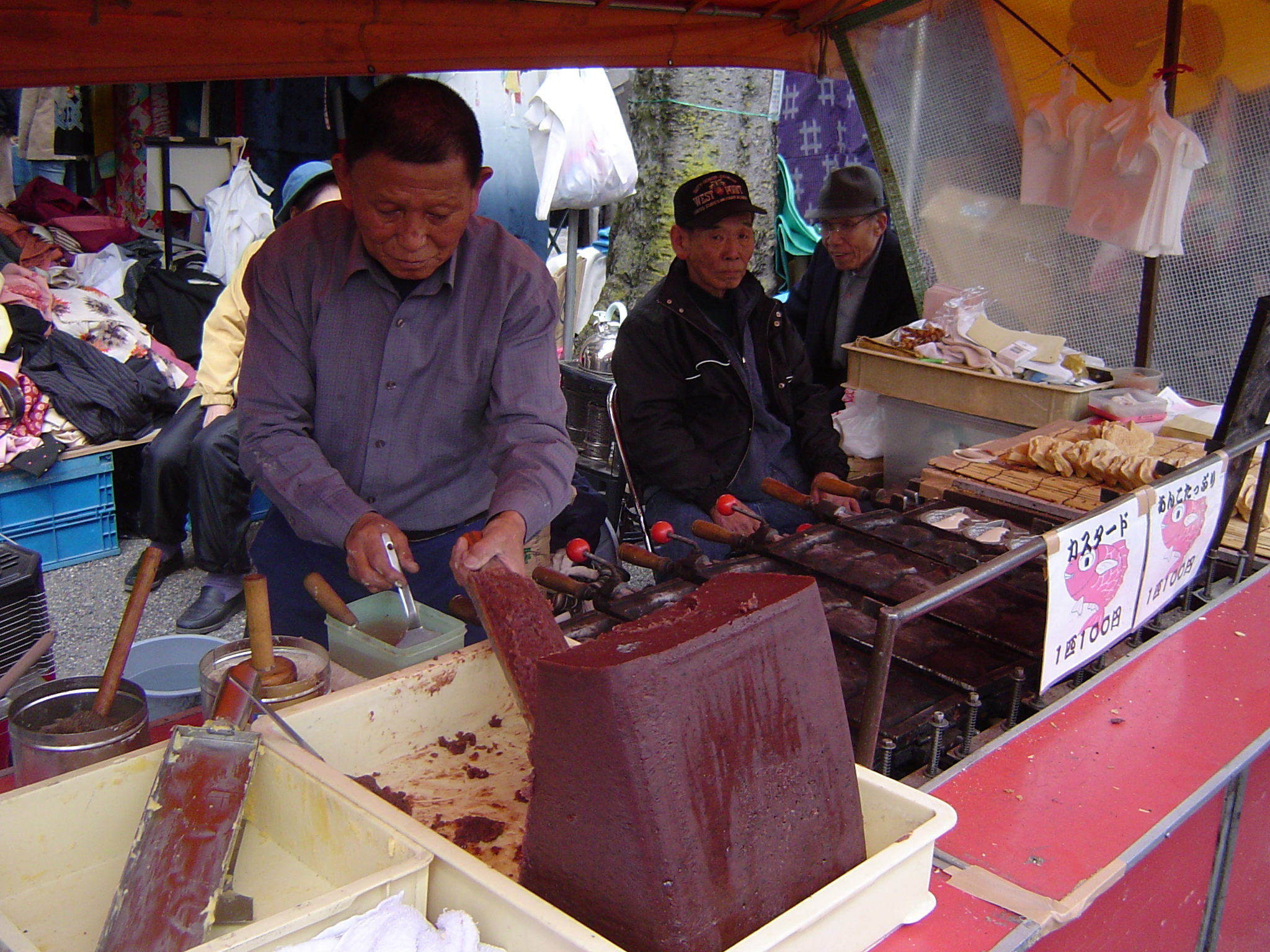
Pâte de haricots azuki utilisée pour fourrer des gâteaux (Kyoto)

Il existe plusieurs types de pâtes sucrées ou salées de haricots :
- Pâte grasse de haricots (chinois :油豆沙, yóudòushā) : préparée à partir de haricots azuki, elle est de couleur brun foncé à cause de l'ajout de sucre et de graisse animale ou d'huile végétale au cours d'une cuisson prolongée. Elle est parfois parfumée à la fleur d'osmanthus ;
- Pâte de haricot mungo (également appelé soja vert) (chinois : 綠豆沙) : préparée à partir de haricots mungo ; de couleur jaune ou vert pâle ;
- pâte de soja jaune (chinois : 黄豆沙, huángdòu shā) ;
- Pâte de haricots rouges (红豆纱 / 紅豆沙, hóngdòu shā) ou anko (japonais: 餡子, anko) : préparée à partir de haricots azuki et de couleur rouge foncé ;
- Pâte de haricots blancs (chinois : 白豆沙 ; japonais: 白あん, shiroan) : préparée à partir de haricots blancs et de couleur beige pâle ;
- Pâte de haricots noirs (chinois : 黑豆沙), salée : préparée à partir de haricots noirs ; utilisée dans la cuisine de Pékin et dans les autres cuisines du nord de la Chine.

## Autres pâtes sucrées

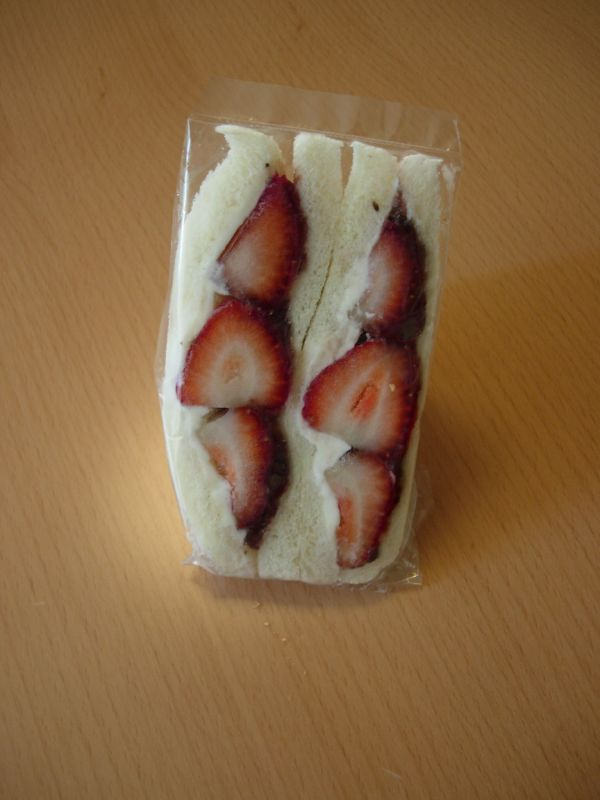
Sandwich aux fraises et à la pâte sucrée de haricots à Nagoya.

D'autres pâtes sucrées sont utilisées comme fourrage dans la cuisine chinoise. Bien qu'elles ne soient pas confectionnées à partir de haricots, elles s'utilisent de la même manière et sont aussi populaires. La texture est proche des pâtes sucrées de haricots. Parmi elles, on trouve :
- Pâte de graines de lotus
- Pâte de sésame noir